# Rally de Ypres de 2013
El Rally de Ypres de 2013, oficialmente 49. Geko Ypres Rally 2013, fue la edición 49.ª y la sexta ronda de la temporada 2013 del Campeonato de Europa de Rally. Se celebró del 27 al 29 de junio y contó con un itinerario de veinte tramos sobre asfalto que sumaban un total de 297,93 km cronometrados.
Por primera vez en su historia el rally contó con un tramo de calificación, idéntico al empleado en el campeonato del mundo que se celebró después del shakedown y definió el orden de salida de los pilotos. En la prueba además de los pilotos habituales del europeo, Bernd Casier, Freddy Loix (Škoda Fabia S2000), Hayden Paddon (Ford Fiesta S2000), Craig Breen, Bryan Bouffier (Peugeot 207 S2000), Michal Solowow (Ford Fiesta RRC) o Mikko Pajunen (Ford Fiesta S2000), tomaron parte dentro de la caravana de seguridad (sin competir) los Peugeot 208 R5 y Ford Fiesta R5 de Kris Meeke y Thierry Neuville respectivamente, a modo de presentación de los primeros modelos homologados en la categoría R5.
El ganador fue el belga Freddy Loix que logró su octava victoria personal en la prueba. Con el Skoda Fabia S2000 lideró toda la prueba y le sacó más de un minuto al segundo clasificado el francés Bryan Bouffier a bordo de un Peugeot 207 S2000 que marcó el mejor tiempo en seis tramos. Tercero también con un 207 terminó Craig Breen que marcó seis scratch. Entre los abandonos más destacados se encuentran el neozelandés Hayden Paddon que sufrió una fuerte salida de pista cuando peleaba por el podio y el de Andreas Aigner cuando lideraba la categoría de producción con su Subaru Impreza. Los vehículos de Mikko Pajunen y Davy Vanneste (Ford Fiesta S2000 y Peugeot 207 S2000) fueron pasto de las llamas.

## Itinerario
| Día               | Tramo | Nombre                | Distancia | Hora  | Ganador        | Tiempo    | Veloc. media | Líder rally |
| ----------------- | ----- | --------------------- | --------- | ----- | -------------- | --------- | ------------ | ----------- |
| Día 1 28 de junio | SS1   | Dikkebus 1            | 14.30 km  | 17:00 | Freddy Loix    | 8:12.4    | 104.5 km/h   | Freddy Loix |
| Día 1 28 de junio | SS2   | Wijtschate 1          | 24.89 km  | 17:35 | Freddy Loix    | 13:20.5   | 111.9 km/h   | Freddy Loix |
| Día 1 28 de junio | SS3   | Langemark             | 13.82 km  | 18:24 | Freddy Loix    | 7:45.1    | 107.0 km/h   | Freddy Loix |
| Día 1 28 de junio | SS4   | Dikkebus 2            | 14.30 km  | 20:15 | Freddy Loix    | 8:37.4    | 99.5 km/h    | Freddy Loix |
| Día 1 28 de junio | SS5   | Wijtschate 2          | 24.89 km  | 20:50 | Freddy Loix    | 14:00.3   | 106.6 km/h   | Freddy Loix |
| Día 1 28 de junio | SS6   | Mesen                 | 9.66 km   | 21:15 | Hayden Paddon  | 6:00.4    | 96.5 km/h    | Freddy Loix |
| Día 2 29 de junio | SS7   | Vleteren - Krombeke 1 | 14.34 km  | 10:38 | Craig Breen    | 7:48.2    | 110.3 km/h   | Freddy Loix |
| Día 2 29 de junio | SS8   | Watou 1               | 12.44 km  | 10:55 | Craig Breen    | 6:53.3    | 108.4 km/h   | Freddy Loix |
| Día 2 29 de junio | SS9   | Westouter 1           | 7.39 km   | 11:13 | Craig Breen    | 4:30.4    | 98.4 km/h    | Freddy Loix |
| Día 2 29 de junio | SS10  | Kemmelberg 1          | 14.19 km  | 11:42 | Craig Breen    | 8:10.5    | 104.1 km/h   | Freddy Loix |
| Día 2 29 de junio | SS11  | Heuvelland 1          | 14.99 km  | 13:37 | Craig Breen    | 8:22.0    | 107.5 km/h   | Freddy Loix |
| Día 2 29 de junio | SS12  | Lille-Eurométropole   | 9.85 km   | 14:32 | Bryan Bouffier | 5:12.7    | 113.4 km/h   | Freddy Loix |
| Día 2 29 de junio | SS13  | Show Wasquehal        | 1.88 km   | 15:10 | Freddy Loix    | 1:22.8    | 81.7 km/h    | Freddy Loix |
| Día 2 29 de junio | SS14  | Hollebeke 1           | 28.82 km  | 16:05 | Bryan Bouffier | 16:30.4   | 104.8 km/h   | Freddy Loix |
| Día 2 29 de junio | SS15  | Vleteren - Krombeke 2 | 14.34 km  | 18:00 | Bryan Bouffier | 7:34.4    | 113.6 km/h   | Freddy Loix |
| Día 2 29 de junio | SS16  | Watou 2               | 12.44 km  | 18:17 | Bryan Bouffier | 6:41.1    | 111.7 km/h   | Freddy Loix |
| Día 2 29 de junio | SS17  | Westouter 2           | 7.39 km   | 18:35 | Craig Breen    | 4:21.1    | 101.9 km/h   | Freddy Loix |
| Día 2 29 de junio | SS18  | Kemmelberg 2          | 14.19 km  | 19:04 | Bryan Bouffier | 8:01.0    | 106.2 km/h   | Freddy Loix |
| Día 2 29 de junio | SS19  | Heuvelland 2          | 14.99 km  | 20:59 | Bryan Bouffier | 8:13.1    | 109.4 km/h   | Freddy Loix |
| Día 2 29 de junio | SS20  | Hollebeke 2           | 28.82 km  | 21:35 | Cancelado      | Cancelado | Cancelado    | Freddy Loix |

## Clasificación final
| Pos. | Piloto           | Copiloto              | Automóvil                  | Tiempo    | Diferencia |
| ---- | ---------------- | --------------------- | -------------------------- | --------- | ---------- |
| 1.   | Freddy Loix      | Frederic Miclotte     | Škoda Fabia S2000          | 2:32:19.4 | 0.0        |
| 2.   | Bryan Bouffier   | Lara Vanneste         | Peugeot 207 S2000          | 2:33:40.4 | +1:21.0    |
| 3.   | Craig Breen      | Paul Nagle            | Peugeot 207 S2000          | 2:34:11.9 | +1:52.5    |
| 4.   | Andy Lefevere    | Andy Vangluwe         | Mitsubishi Lancer Evo X R4 | 2:38:55.8 | +6:36.4    |
| 5.   | Hermen Kobus     | Erik de Wild          | Ford Fiesta S2000          | 2:39:00.6 | +6:41.2    |
| 6.   | Michal Solowow   | Sebastian Rozwadowski | Ford Fiesta RRC            | 2:39:19.4 | +7:00.0    |
| 7.   | Melisa Debackere | Cindy Cokelaere       | Peugeot 207 S2000          | 2:41:57.9 | +9:38.5    |
| 8.   | András Hadik     | Krisztián Kertész     | Subaru Impreza STi R4      | 2:42:28.7 | +10:09.3   |
| 9.   | Antonín Tlusťák  | Jan Škaloud           | Škoda Fabia S2000          | 2:42:45.0 | +10:25.6   |
| 10.  | David Croes      | Eric Tack             | Mitsubishi Lancer Evo X    | 2:44:27.1 | +12:07.7   |

| Predecesor: Córcega 2013 | ERC 2013 | Sucesor: Rumania 2013 |